# ジャン・ミッシェル・ジャール
ジャン・ミッシェル・ジャール（Jean-Michel Jarre、1948年8月24日 - ）は、フランスの音楽家、シンセサイザー奏者、キーボーディスト。

## 概要

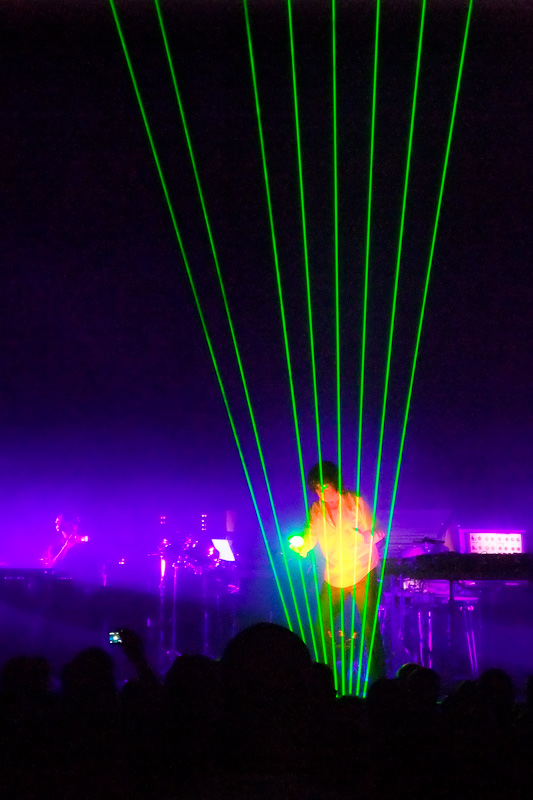
レーザーを使った演奏手法

サンプラーや電子音などによる効果音を多用した独特の作風を持つ、フランスを代表するシンセサイザー奏者。幼少の頃より対位法、ハーモニー、フーガといった音楽理論を学ぶ。父親は『アラビアのロレンス』などの映画音楽で知られる作曲家モーリス・ジャール。組曲形式で一枚のアルバムをなす作品が多い。

## 経歴
1948年にフランスのリヨンで生まれる。パリ国立音楽学校を卒業後、既成の音楽の概念を越えて、日常生活に存在するあらゆる音を含み込んで行こうという実験グループ「グループ・ドゥ・ルシェルシュ・ミュジカール（Groupe de Recherches Musicales）」に参加。同時に電子音楽への興味を持つ。更に自分の目指す音楽とインド、アフリカのピグミー、南米のアマゾンの民族音楽との間に共通性を発見、現代音楽のほとんどが抽象的なものばかりで、そこには真の芸術品が持つべき感情、繊細さが欠如していると感じ始め、その実験グループの音楽にも失望し去ることになり、自分のスタジオを作る。
1976年、フランス・ディスク・モータースよりシンセサイザー音楽としての第1作『幻想惑星』を発表、翌1977年、ポリドール・インターナショナルが版権を獲得して全世界に発表、その後総売上1000万枚、12枚のプラチナ・ディスクを獲得した。
1979年7月14日（パリ祭の日）、コンコルド広場において100万人を動員した野外コンサートを開催。
1981年10月、北京と上海で、欧米のミュージシャン初の中国コンサートを開催。ライブ録音されて翌1982年に2枚組アルバム『コンサート・イン・チャイナ』という題名でリリースされた。
1986年4月5日、アメリカ合衆国のヒューストン市に於いてヒューストン市政150周年及びNASA・ジョンソン宇宙センター開設25周年を祝う「ヒューストン・フェスティバル」が開催され、そのイベントのひとつである野外コンサート「ランデヴー・イン・ヒューストン」でライブ演奏を開催。
1997年、モスクワ建都850年を記念したコンサートを開催し、350万人を動員した。
1998年には、小室哲哉とともにサッカーワールドカップ・フランス大会のテーマソング「TOGETHER NOW」を発表。パリ祭では100万人の観衆の前で小室と共に「RENDEZ-VOUS '98 ELECTRONIC NIGHT」を開催した。
2000年の大晦日から2001年元旦にかけては沖縄で開かれた「Rendez-vous in Space 2001」に小室とのユニット「VIZITORS」として出演、小室が会長を務めた香港のエンタテインメント会社・Rojam Entertainment（現在は吉本興業傘下）でアドバイザーも務めた。
現在、ユネスコ親善大使に就任している。

## 配偶者
三度の離婚歴があり、二度目の妻は女優シャーロット・ランプリング。彼女と離婚後、イザベル・アジャーニと交際したが、2005年にフランスの女優アンヌ・パリローと結婚した。2010年11月に離婚を発表した。2019年5月、交際が伝えられていたコン・リーが4番目の妻となったと中国紙・新京報が報じた。

## ラスト・ランデヴー (ロンの詩)
アルバム『スペース・ランデヴー』に収録されている曲。「ラスト・ランデヴー」の副題である「Ron's Piece/ロンの詩」のロンとは、1986年1月28日に起こった「チャレンジャー号爆発事故」に遭遇した宇宙飛行士の一人であるロナルド・マクネイア(Ronald McNair)のこと。
1985年夏に「ランデヴー・イン・ヒューストン」への参加と本作の制作を依頼されたジャン・ミッシェル・ジャールがNASAに見学に赴いた時にロンと知り合い、ロンがソプラノサックスを演奏することを知って同イベントでの共演を打診した。ロンは快諾したが、同イベントが開催される前に事故が発生したため、共演は実現しなかった。

## 音響・映像機器
- JMJarre Technologies

ジャン・ミッシェル・ジャールがデザインした家庭用音響・映像機器。

## カナ表記
当該人物のカナ表記は記述者或いは記述時期によって異なっている。
ジャン・ミシェル・ジャール
- ポリドールによる国内盤CDのうち、最初の4枚=『幻想惑星(P33P50022)』/『軌跡(P33P50023)』/『磁界(P33P50024)』/『ズールック(P33P50006)』に記載された呼称。

ジャン・ミッシェル・ジャール
- ポリドールによる国内盤CDのうち『スペース・ランデヴー(P33P20042)』以降に記載された呼称。

## ディスコグラフィ

### スタジオ・アルバム
- Deserted Palace (1972年)
- Les Granges Brûlées (1973年) ※サウンドトラック
- 『幻想惑星』 - Oxygène (1976年)
- 『軌跡』 - Équinoxe (1978年)
- 『磁界』 - Les Chants Magnétiques (1981年)
- Musique pour Supermarché (1983年) ※音楽業界の行き過ぎた商業主義化に反発する為に、たった1枚だけ製作されオークションにかけられたアルバム。
- 『ズールック』 - Zoolook (1984年)
- 『スペース・ランデヴー』 - Rendez-Vous (1986年)
- Revolutions (1988年)
- En attendant Cousteau (1990年)
- Chronologie (1993年)
- 『オキシジェン 7-13』 - Oxygène 7–13 (1997年)
- 『メタモフォーゼス』 - Métamorphoses (2000年)
- Interior Music (2001年)
- Sessions 2000 (2002年)
- Geometry of Love (2003年)
- Téo & Téa (2007年)
- Oxygène: New Master Recording (2007年) ※『幻想惑星』の新規録音作品。
- 『エレクトロニカ1:ザ・タイム・マシーン』 - Electronica 1: The Time Machine (2015年)
- 『エレクトロニカ2:ザ・ハート・オブ・ノイズ』 - Electronica 2: The Heart of Noise (2016年)
- Oxygène 3 (2016年)
- Radiophonie vol. 9 (2017年)
- Equinoxe Infinity (2018年)
- Snapshots From EōN（2019年）
- Amazônia（2021年）
- Oxymore（2022年）

### ライブ・アルバム
- 『コンサート・イン・チャイナ』 - Les Concerts En Chine (The Concerts in China) (1982年)
- 『コンサート・イン・リヨン/ヒューストン』 - En Concert Houston/Lyon (In Concert Houston/Lyon) (1987年)
- Jarre Live (Destination Docklands: The London Concert) (1989年)
- Hong Kong (1994年)
- Paris Live "Electronic Night" (1998年) ※フィーチャリング・小室哲哉
- Jarre in China (2004年)
- Live From Gdańsk (Koncert w Stoczni) (2005年)
- Live Printemps de Bourges 2002 (2006年)

### コンピレーション・アルバム
- Synthesis (1982年)
- Musik aus Zeit und Raum (1983年)
- The Essential Jean-Michel Jarre (1983年)
- The Essential 1976-1986 (1985年) ※上記アルバムと内容同じ。1997年に『Cities In Concert Houston-Lyon』と改題。
- Les Années Laser (1989年) ※『Cities In Concert Houston-Lyon』を含む9枚組CDボックス。
- Images - The Best of Jean-Michel Jarre (1991年)
- Complete Oxygene (1997年) ※『幻想惑星』と『オキシジェン 7-13』及びボーナストラックを含む2枚組CD。
- The Essential (2004年)
- 『エアロ』 - AERO (2004年)
- Sublime Mix (2006年)
- The Complete Oxygene (2007年)
- Essentials & Rarities (2011年)
- Rarities (2011年)
- 『エッセンシャル・リコレクション』 - Essential Recollection (2015年)
- Planet Jarre: 50 Years of Music (2018年)

### リミックス・アルバム
- Chronologie Part 6 (Remixes) (1994年)
- Jarremix (1995年)
- 『オデッセイ・スルー・O2』 - Odyssey Through O2 (1998年)
- Remix EP (I) (2015年)

### シングル
- "La Cage/Erosmachine" (1971年)
- "Calypso" (1990年)
- "Oxygene 8" (1997年)
- "Rendez-Vous 98" (1998年)
- "Tout est bleu" (2000年)
- "Vintage"" (2007年)